# Nicolas Madsen
Nicolas Martin Hautorp Madsen (Odense, 17 marzo 2000) è un calciatore danese, centrocampista del QPR.

## Caratteristiche
È una mezzala destra longilinea, abile nell'impostazione del gioco e dotata di buona tecnica di base.

## Carriera

### Club
Cresciuto nel settore giovanile del Midtjylland, debutta in prima squadra il 26 novembre 2018 in occasione dell'incontro di Coppa di Danimarca vinto 2-1 contro il Dalum. Promosso in prima squadra al termine della stagione, il 15 settembre 2019 gioca il suo primo incontro di Superligaen contro il Lyngby, match vinto 3-0. Nella stagione 2021-2022 ha giocato in prestito all'Heerenveen, club della prima divisione olandese. In seguito ha giocato nel Westerlo, club della prima divisione belga.

### Nazionale
Ha giocato nelle nazionali giovanili danesi Under-17, Under-18, Under-19 ed Under-21.

## Statistiche

### Presenze e reti nei club
Statistiche aggiornate al 14 febbraio 2025.
| Stagione           | Squadra            | Campionato         | Campionato | Campionato | Coppe nazionali | Coppe nazionali | Coppe nazionali | Coppe continentali | Coppe continentali | Coppe continentali | Altre coppe | Altre coppe | Altre coppe | Totale | Totale | Totale |
| Stagione           | Squadra            | Comp               | Pres       | Reti       | Comp            | Pres            | Reti            | Comp               | Pres               | Reti               | Comp        | Pres        | Reti        | Pres   | Reti   |        |
| ------------------ | ------------------ | ------------------ | ---------- | ---------- | --------------- | --------------- | --------------- | ------------------ | ------------------ | ------------------ | ----------- | ----------- | ----------- | ------ | ------ | ------ |
| 2018-2019          | Midtjylland        | SL                 | 0          | 0          | CD              | 1               | 0               | -                  | -                  | -                  | -           | -           | -           | 1      | 0      |        |
| 2019-2020          | Midtjylland        | SL                 | 3+6        | 0          | CD              | 1               | 0               | -                  | -                  | -                  | -           | -           | -           | 10     | 0      |        |
| 2020-2021          | Midtjylland        | SL                 | 13+4       | 0          | CD              | 4               | 0               | UCL                | 4                  | 0                  | -           | -           | -           | 25     | 0      |        |
| lug.- ago. 2021    | Midtjylland        | SL                 | 4          | 0          | CD              | -               | -               | UCL                | 1                  | 0                  | -           | -           | -           | 5      | 0      |        |
| Totale Midtjylland | Totale Midtjylland | Totale Midtjylland | 20+10      | 0          |                 | 6               | 0               |                    | 5                  | 0                  |             | -           | -           | 41     | 0      |        |
| ago. 2021-2022     | Heerenveen         | E                  | 25+1       | 0          | CO              | 2               | 0               | -                  | -                  | -                  | -           | -           | -           | 28     | 0      |        |
| 2022-2023          | Westerlo           | D1                 | 30+6       | 2          | CB              | 1               | 0               | -                  | -                  | -                  | -           | -           | -           | 37     | 2      |        |
| 2023-2024          | Westerlo           | D1                 | 27+7       | 12+1       | CB              | 1               | 1               | -                  | -                  | -                  | -           | -           | -           | 35     | 14     |        |
| lug.-ago. 2024     | Westerlo           | D1                 | 4          | 1          | CB              | -               | -               | -                  | -                  | -                  | -           | -           | -           | 4      | 1      |        |
| Totale Westerlo    | Totale Westerlo    | Totale Westerlo    | 61+13      | 15+1       |                 | 2               | 1               |                    | -                  | -                  |             | -           | -           | 76     | 17     |        |
| 2024-2025          | QPR                | FLC                | 22         | 2          | FACup+CdL       | 1+2             | 0               | -                  | -                  | -                  | -           | -           | -           | 25     | 2      |        |
| Totale carriera    | Totale carriera    | Totale carriera    | 152        | 18         |                 | 13              | 1               |                    | 5                  | 0                  |             | -           | -           | 170    | 19     |        |

## Palmarès

### Club

#### Competizioni nazionali
- Campionato danese: 1

Midtjylland: 2019-2020